# Short Shetland
Short Shetland là một loại tàu bay tầm xa, tốc độ cao của Anh, do hãng Short Brothers tại Rochester, Kent chế tạo trong Chiến tranh thế giới II. Nó được thiết kế làm tàu bay trinh sát tầm rất xa. Thiết kế Shetland dựa trên những kinh nghiệm của công ty khi sản xuất hàng loạt loại Short Sunderland.

## Tính năng kỹ chiến thuật (S.35)
Dữ liệu lấy từ British Flying Boats
Đặc điểm tổng quát
- Kíp lái: 11
- Chiều dài: 110 ft 0 in (33,54 m)
- Sải cánh: 150 ft 4 in (45,83 m)
- Chiều cao: 37 ft 0 in (11,28 m)
- Diện tích cánh: 2.624 ft² (243,9 m²)
- Trọng lượng rỗng: 75.860 lb (34.481 kg)
- Trọng lượng có tải: 120.000 lb [2] (54.545 kg)
- Trọng lượng cất cánh tối đa: 125.000 lb (56.818 kg)
- Động cơ: 4 × Bristol Centaurus VII, 2.500 hp (1.864 kW)  mỗi chiếc

 Hiệu suất bay 
- Vận tốc cực đại: 263 mph (229 knot, 423 km/h)
- Vận tốc hành trình: 183 mph (159 knot, 295 km/h)
- Tầm bay: 4.000 mi (3.478 nmi, 6.440 km)
- Thời gian bay: 25 giờ 50 phút
- Trần bay: 17.000 ft[2] (5.182 m)
- Vận tốc lên cao: 900 ft/phút (4,6 m/s)

Trang bị vũ khí

- Súng: **3 tháp súng, mỗi tháp súng gồm 3 × Súng máy Browning 0.5 in (12.7 mm) v
- Bom: 4.000 lb (1.800 kg) bom hoặc bom chống tàu ngầm